# Hellenthal
Hellenthal là một đô thị ở huyện Euskirchen trong bang Nordrhein-Westfalen, Đức. Đô thị này tọa lạc tại đồi Eifel, gần biên giới với Bỉ, khoảng 30 km về phía tây nam của Euskirchen và 40 km về phía đông nam của Aachen. Dân số thời điểm 31/12/2006 là 8518 người.